# Silene ruinarum
Silene ruinarum är en nejlikväxtart som beskrevs av Popow. Silene ruinarum ingår i släktet glimmar, och familjen nejlikväxter. Inga underarter finns listade i Catalogue of Life.